# Вольпи, Роберто
Роберто Вольпи (итал. Roberto Volpi; род. 15 августа 1952, Флоренция) — итальянский легкоатлет, выступавший в беге с препятствиями и беге на длинные дистанции. Участник летних Олимпийских игр 1980 года.

## Биография
Роберто Вольпи родился 15 августа 1952 года в итальянском городе Флоренция.
Выступал в легкоатлетических соревнованиях за туринский ФИАТ и флорентийский «АССИ Джильо Россо». Четыре раза становился чемпионом Италии в беге на 3000 метров с препятствиями (1976—1978, 1980).
В 1978 году участвовал в чемпионате Европы в Праге, где в беге на 3000 метров с препятствиями занял 5-е место в полуфинале с результатом 8 минут 39,1 секунды.
В 1980 году вошёл в состав сборной Италии на летних Олимпийских играх в Москве. В беге на 3000 метров с препятствиями в четвертьфинале занял 5-е место с результатом 8.35,53, в полуфинале — 7-е место (8.29,70), уступив 4,23 секунды попавшему в финал с 6-го места Лахсену Бабаси из Алжира.

## Личный рекорд
- Бег на 3000 метров с препятствиями — 8.28,92 (14 июня 1980, Варшава)[1][2]